# Symplocos tanakae
Symplocos tanakae är en tvåhjärtbladig växtart som beskrevs av Jinzô Matsumura. Symplocos tanakae ingår i släktet Symplocos och familjen Symplocaceae. Inga underarter finns listade i Catalogue of Life.